# 더블루씨
더블루씨는 대한민국의 웹드라마이다.

## 등장 인물
- 정예인 : 조해지 역
- 조기성 : 정차기 역
- 구자성 : 성기수 역
- 윤진 : 조은희 역
- 정태리 : 정가영 역
- 김민식
- 방보용 : 김현기 역